# Petra Tierlich
Petra Tierlich, née le 26 février 1945 à Vielau est une lugeuse est-allemande.

## Carrière
En 1969, elle remporte le titre mondial de luge simple à Königssee après avoir gagné deux médailles d'argent en 1965 à Davos et 1967 à Hammarstrand.